# 菖蒲镇
菖蒲镇，是中华人民共和国安徽省安庆市岳西县下辖的一个乡镇级行政单位。

## 行政区划
菖蒲镇下辖以下地区：
港河村、长岭村、菖蒲村、溪沸村、撞钟村、水畈村、白云寨村、西畈村、毛畈村、岩河村、里仁村和转桥村。